# Амбразишкю
Амбразишкю (лит. Ambraziškių) — озеро на востоке Литвы, расположено на территории Молетского района. Принадлежит бассейну Вилии и Немана.
Расположено на высоте 177 метров над уровнем моря. Находится в 10,5 км к юго-западу от города Молетай. Вытянуто с северо-востока на юго-запад. Длина озера составляет 1,2 км, ширина до 0,28 км. Площадь водной поверхности — 0,242 км². Средняя глубина — 3,8 м, наибольшая — 7 м.
Протяжённость береговой линии составляет около 3 км. Берега высокие, крутые. Северо-восточное побережье заросло лесом, на других берегах находятся луга, местами обработаны поля.
С юга в озеро впадают два небольших ручья. Из северной части вытекает протока, впадающая в соседнее озеро Грабуостас.
На южном берегу озера расположено село Амбразишкяй, на северном — село Садаускай.